# Wynona Carr
Wynona Carr (souvent connue sous le nom de Sister Wynona Carr) est une chanteuse de gospel et de rhythm and blues américaine, née à Cleveland, dans l'Ohio, le 23 août 1924, et morte dans cette même ville le 12 mai 1976.

## Carrière
Wynona Carr débute dans sa carrière dans le gospel. En 1944, elle est active à Detroit et elle tourne à travers les États-Unis avec un groupe de gospel. Elle est découverte par Art Rupe, le propriétaire du label de los Angeles, Specialty Records pour lequel elle commence à enregistrer en 1949.
En 1956, Wynona Carr quitte le gospel pour se diriger vers le rhythm and blues. Son principal succès est Should I Ever Love Again? cette même année. Cette nouvelle carrière est malheureusement écourtée par la maladie. Carr est atteinte de tuberculose et doit retourner chez ses parents à Cleveland. Elle continue, dans les années 1960, à se produire sur scène dans sa ville natale et enregistre pour Reprise Records. En 1976, elle meurt de la tuberculose.